# Gosei Sentai Dairanger
Gosei Sentai Dairanger (五星戦隊ダイレンジャー Gosei Sentai Dairenjā?) (traducido como Escuadrón de las Cinco Estrellas Dairanger) es el título de la 17.ª temporada de la franquicia Super Sentai Series, producida por Toei Company, y emitida en TV Asahi del 19 de febrero de 1993 al 11 de febrero de 1994, constando de 50 episodios. Para su distribución internacional, Toei le dio el título Star Rangers.

## Argumento
Hace 8.000 años, la civilización Daos floreció en el sur de China. Consistía en tres tribus, los Dai, los Shura (ancestros de la humanidad actual), y los Gorma (la tribu militar), y todos vivían en armonía. Sin embargo, un día la tribu Gorma decidió conquistar la civilización Daos y el mundo. Así comenzó una guerra entre los Gorma, liderados por el Triunvirato Gorma, y los Dai. La guerra duró 5.000 años, hasta que aparecieron las míticas bestias Qi para oponerse a los Gorma. Los poderes Qi de ambas facciones llegaron hasta el punto en que los Gorma pudieron convertirse en monstruos, y cinco guerreros Dai adquirieron el control de las bestias míticas. La guerra terminó con la destrucción mutua de los Dai y los Gorma, y los Shura se dispersaron por el mundo. En el presente, la tribu Gorma se levantó para volver a intentar conquistar el mundo. Para enfrentarse a ellos, el maestro Kaku reunió a un grupo de cinco jóvenes con altos niveles de Qi, que se convirtieron en los Dairanger.

## Personajes

### Dairanger
Los Dairanger son practicantes de artes marciales chinas que poseen altos niveles de Qi. Como grupo los cinco Dairanger poseen el ataque combinado Qi-Power Bomber (気力ボンバー Kiryoku Bonbā?), en el que acumulan el Qi de todos y lo disparan contra el enemigo. El lema del equipo es "¡Brillando en los cielos hay cinco estrellas!".
- Tenkasei Ryō (天火星・亮 Tenkasei Ryō?)[Notas 4]/Ryū Ranger (リュウレンジャー Ryū Renjā?): El guerrero rojo. Al principio, no conoce sus orígenes, ya que su madre murió antes del comienzo de la serie, y crio a su hermana pequeña, Yōko, él solo. Aspira a convertirse en el mejor cocinero de gyoza de Japón, y trabaja en Yokohama Chinatown. Está especializado en Kung fu, y utiliza el poder del fuego. Su bestia Qi mitológica es el Dragón chino.
- Tengensei Daigo (天幻星・大五 Tengensei Daigo?)[Notas 5]/Shishi Ranger (シシレンジャー Shishi Renjā?): El guerrero verde. Es el más gentil, maduro y serio del equipo. Trabaja en una tienda de mascotas, y se enamora de Kujaku. Está especializado en Hung Gar, y utiliza ilusiones en el combate. Su bestia Qi mitológica es el León de Fu.
- Tenjūsei Shōji (天重星・将児 Tenjūsei Shōji?)[Notas 6]/Tenma Ranger (テンマレンジャー Tenma Renjā?): El guerrero azul. Sueña con convertirse en campeón del mundo de boxeo, luego de reinsertarse tras un pasado en una banda callejera violenta. Está especializado en Changquan, y tiene el poder de manipular las fuerzas gravitacionales a su alrededor, incrementando así su fuerza o velocidad. Su bestia Qi mitológica es el Tienma.
- Tenjisei Kazu (天時星・知 Tenjisei Kazu?)[Notas 7]/Qilin Ranger (キリンレンジャー Kirin Renjā?): El guerrero amarillo. Es un estilista y bailarín. Se escapó de casa a los 15 años y viajó a Tokio. Tiene tendencia a apresurarse en la batalla sin pensar. Cuando escapó de casa, ayudó a una anciana, y ella le dio un sitio para vivir. Está especializado en Zui Quan, y tiene la habilidad de congelar y revertir el flujo del tiempo para corregir errores. Su bestia Qi mitológica es el Qilin.
- Tenpūsei Rin (天風星・リン Tenpūsei Rin?)[Notas 8]/Hōō Ranger (ホウオウレンジャー Hōō Renjā?): La guerrera rosa. Es la nieta del maestro Kaku, y llegó a Japón para convertirse en Dairanger, con la tapadera de ser una estudiante de intercambio procedente de China. Es la única del equipo que puede controlar el Qi sin estar transformada. Odia vivir con Kō, ya que suele levantarle la falda y meterle la mano en el pecho, pero al final entabla una amistad con él. Está especializada en Wing chun, y usa el poder del viento. Su bestia Qi mitológica es el Fenghuang.
- Koshinsei Kō (吼新星・コウ Koshinsei Kō?)[Notas 9]/Kiba Ranger (キバレンジャー Kiba Renjā?): El guerrero blanco. Es un niño de aproximadamente 10 años, llamado el "Niño del Destino" ( Unmei no ko?) por sacar a Byakkoshinken de su lugar de descanso. Al transformarse, adquiere un cuerpo adulto (pero con su voz infantil). Vivía con sus abuelos adoptivos antes de mudarse al apartamento de Rin. Es un niño un tanto pervertido, obsesionado con Rin, a la que acosa sexualmente "en broma", para el disgusto de esta. Al ser nuevo como luchador, no es particularmente fuerte. Al principio mantuvo su identidad en secreto a los otros Dairanger, y hacia que Byakkoshinken hablara por él para parecer adulto de verdad. Cuando los demás descubrieron su identidad, empezó a hablar con su propia voz y se unió del todo al equipo. Está especializado en ataques basados en el sonido, y su bestia Qi mitológica es el Tigre blanco.

### Aliados
- Maestro Kaku (道士嘉挧 Dōshi Kaku?): Fue quien reunió el grupo de los Dairanger, y quien les enseñó lo básico en la lucha contra los Gorma y por su control del Qi. Sin embargo, oculta un secreto sobre su pasado que ni los propios Dairanger conocen y que le permite viajar a voluntad hasta el cuartel general de los Gorma e incluso dominar a varios de ellos.
- Cara de Hierro Chōryō (鉄面臂張遼 Tetsumenpi Chōryō?): Antiguamente conocido como Zhan Liao, era el anterior Ryū Ranger. Traicionó a su equipo y se unió a los Gorma, convirtiéndose en inmortal. 20 años antes del inicio de la serie, se enamoró de una humana, y le dio dos hijos, Ryō y Yoko. Después del nacimiento de Yoko, su amo, el arzobispo Riju, le llamó de vuelta a los Gorma, para luchar contra los Dairanger después de los fallos del Triunvirato, pero se echó atrás a descubrir que su hijo era el nuevo Ryū Ranger. Al final, vio el error de su conducta, y se volvió contra su amo. En la pelea, este le dio un golpe mortal. Moribundo en brazos de Ryō, los espíritus de los otros cuatro Dairanger se le aparecieron para perdonarle. Así, le pasó a su hijo el conocimiento sobre Dairen'o antes de morir.
- Kujaku (クジャク Kujaku?): Es una seguidora del Mahamaryuri Vidyaraja, el Buda del pavo real, y es una maestra en kenpō. Miembro de la tribu Dai, se convirtió en seguidora de Buda para encontrar las lágrimas del pavo real, un artefacto antiguo que dice que puede curar a cualquiera que beba de él, con la idea de curar a Gara una cicatriz que se hizo siendo joven. Sin embargo, Gara, que no entendió las razones de Kujaku y se sintió decepcionada al verse abandonada, se unió a los Gorma por despecho, y mediante engaños, atrapó a Kujaku dentro del Monstruo Espejo, donde quedó atrapada miles de años, haciendo que Kujaku jurase venganza y perdiese su compasión y su capacidad de amar. Daigo liberó a Kujaku y esta intentó vengarse matando a Gara, sin importar los daños que otros pudieran sufrir en su lucha. Daigo tiene una conexión muy especial con Kujaku desde el principio, y no tarda en forjarse un amor entre ambos.
- Gran Mastro Yufang (老道士虞翻 Rōdōshi Guhon?): Es el bisabuelo de Rin y mentor de Kaku. Tiende a comportarse a veces de forma extraña, con un extraño tic en el cuello. A pesar de su apariencia, Yufang fue el inventor de los Aura Changers, y después les entregó a los Dairanger los Dairinkens y el Super Qi-Power Bazooka. Antes del incidente con el monstruo Kabuki, Yufang le confió a su prometida Xiao Qiao a Byakkoshinken para que lo guardara. Después, lo clavó en una piedra, de la cual solo el verdadero dueño (Kō) podría sacarla.
- Xiao Qiao (小喬 Shōkyō?): Es la prometida de Yufang, de 29 años, una escritora de opera china a quien se le confió a Byakkoshinken. Su profesión llamó la atención de Kabuki, quien la secuestró, aunque Yufang la rescató después. Tras devolverle a Byakkoshinken, se casó con Yufang a su regreso a China.
- La madre de Kō: Es una miembro de la tribu Dai, y estuvo casada con Shadam. Le colocó un tatuaje de tigre a Kō de pequeño para reprimir su sangre Gorma, y le entregó en adopción para evitar que estos le encontraran. Akōmaru y un antiguo Gorma la secuestraron, pero logró ponerse en contacto telepáticamente con los Dairanger gracias a su fuerte Qi, diciéndoles que era preciso que la encontraran y la reunieran con su hijo antes de que este cumpliera los 10 años, o se convertiría sin remedio en un Gorma y se uniría a las fuerzas del mal.

### Arsenal
- Aura Changer (オーラチェンジャー Ōra Chenjā?): El dispositivo de transformación de los Dairanger principales, dividido en dos piezas. Funciona extendiendo una llave de la pieza izquierda e insertándola en la derecha, con el comando "Kiryoku Tenshin, Aura Changer" (気力転身! オーラチェンジャー Kiryoku Tenshin Ōra Chenjā?).[Notas 10] Aparecería en Power Rangers Lost Galaxy como el Magna Morpher.
- Dai Buster (ダイバスター Dai Basutā?): Una pistola láser que se forma al unir las dos armas básicas. Se puede usar para disparar una cuerda láser por la que los Dairanger pueden montar en sus bestias Qi mitológicas.
  - Star Sword (スターソード Sutā Sōdo?): Una espada larga que se convierte en el cañón del Dai Buster.
  - Star Cutter (スターカッター Sutā Kattā?): Una daga que se convierte en la empuñadura del Dai Buster.
- Dairen Rod (ダイレンロッド Dairen Roddo?): Un bastón rojo que los cinco Dairanger principales poseen. Cada uno posee un arma blanca individual que se puede combinar con su Dairen Rod. También se pueden combinar con las armas principales de los Dairanger para potenciarlas:
  - Sekiryu Soryuken (赤龍双竜剣 Sekiryū Sōryūken?): El arma principal de Ryu Ranger, un naginata, cuando se combina con el Dairen Rod forma un par de espadas.
  - Shishi Konbō (獅子棍棒 Shishi Konbō?): El arma principal de Shishi Ranger, un sasumata con cuchillas, cuando se combina con el Dairen Rod forma un báculo.
  - Tenma Nunchakus (テンマヌンチャク Tenma Nunchaku?): El arma principal de Tenma Ranger, un bastón de monje, cuando se combina con el Dairen Rod forma un par de nunchakus.
  - Qilin Ku-setsu Ben (麒麟九節鞭 Kirin Ku-setsu Ben?): El arma principal de Qilin Ranger, una lanza, cuando se combina con el Dairen Rod forma una cadena de nueve secciones.
  - Yari Hōō (ヤリホウオウ Yari Hōō?, Phoenix Spear): El arma principal de Hōō Ranger, una porra de monje afilada, cuando se combina con el Dairen Rod forma una lanza.
- Joyas Celestiales Lai-Lai (天宝来来の玉 Tenpōrairai no Tama?): Siete cristales esféricos que contienen la energía de las Bestias Qi Mitológicas y que usan para invocarlas. Las primeras cinco las encontró Rin en China, y se usan también como munición del Super Qi-Power bazooka. La joya de Kō apareció cuando nació Won Tiger. La séptima joya, de forma angulosa similar a la concha de una tortuga, pertenece a Kameo, quien la usa para regresar a su forma real de Daimugen.
- Dairinken (大輪剣 Big Wheel Blade?): Unas armas blancas circulares que les entregó el Gran Maestro Yufang. Usando su Qi, pueden lanzarlas desde las palmas de sus manos.
- Byakkoshinken (白虎真剣 Byakkoshinken?): Llamado "Byakko" para abreviar, es una espada encantada parlante que Kō reclamó como suyo al extraerlo de la roca en la que lo colocó Yufang. La espada ayuda a Kō como Kiba Ranger, hablando en su lugar en los primeros combates, y copilotando a Won Tiger. También puede controlar el cuerpo de Kō mientras lucha como Kiba Ranger.
- Kiba Changer (キバチェンジャー Kiba Chenjā?, Fang Changer): El dispositivo de transformación de Kō. Tiene una llave dorada que se inserta en un brazalete similar a la pieza derecha del Aura Changer. El comando de transformación es "Kiryoku Tenshin Kiba Changer" (気力天身! キバチェンジャー Kiryoku Tenshin Kiba Chenjā?)
- Kiba Tector (木場テクター Kiba tekutā?): Un escudo de oro que lleva Kiba Ranger sobre su pecho.
- Super Qi-power Bazooka (スーパー気力バズーカ Sūpā Kiryoku Bazūka?): Es un bazooka con forma de dragón que les entregó Yufang y que recibe poder de las siete joyas Lai-Lai de los Dairanger y Kameo. Los Dairanger también pueden colocar los Star Cutters en los extremos y la Star Sword en lo alto para sujetarlo firme.
- Kiber Machines (キバーマシーン Kibā Mashīn?): Unas motocicletas decoradas como las Bestias Qi de cada Dairanger, que a veces se comportan como si tuvieran mente propia.
  - Red Kiber 1 (レッドキバー1 Reddo Kibā Wan?): La motocicleta de Ryō.
  - Green Kiber 2 (グリーンキバー2 Gurīn Kibā Tsū?): La motocicleta de Daigo.
  - Blue Kiber 3 (ブルーキバー3 Burū Kibā Surī?): La motocicleta de Shōji.
  - Yellow Kiber 4 (イエローキバー4 Ierō Kibā Fō?): La motocicleta de Kazu.
  - Pink Kiber 5 (ピンクキバー5 Pinku Kibā Faibu?): La motocicleta de Rin.

### Mechas
Las Bestias Qi Mitológicas (気伝獣 Kidenjū?) son unos antiguos dioses animales nacidos del poder de la Naturaleza que los miembros de la tribu Dai podían controlar.
- Tenku Kiden (天空気殿 Tenkū Kiden?): Es la combinación de cuatro de las Bestias Qi para formar un carro volador sobre el que monta Ryūseiō en modo guerrero. Con su ayuda, Ryūseiō puede efectuar el ataque definitivo Gran torbellino celestial (天空大風車 Tenkū Dai Fūsha?).

- Combinación Gosei Dairen'ō (五星合体大連王 Gosei Gattai Dairen'ō?): Es la combinación de las cinco Bestias Qi. Ryūseiō forma el cuerpo interno, mientras las demás bestias forman una armadura para él. Shishi forma el casco, el peto y los brazos, Tenma forma la pierna derecha, Qilin la izquierda, y Hōō forma la escarcela, así como la punta de su lanza  Recuerda al soldado de armadura celestial de la mitología clásica de la dinastía Ming.
  - Ryūseiō (龍星王 yūseiō?): La Bestia de Ryu Ranger, un dragón que puede transformarse en Kiden Bujin Ryuseioh (気伝武人龍星王 Kiden Bujin Ryūseiō?) con el comando "Cambio a guerrero" (武人変化 Bujin Henge?). Se puede combinar con el Tenkū Kiden para formar a Dairen'oh, y puede controlar el fuego y el trueno. En modo dragón, puede despedir fuego por la boca, y en modo guerrero puede usar su Bastón Dragón Volador (飛龍棍 Hiryū Kon?) para efectuar varios ataques. Al principio, Kaku debía usar su energía Qi para controlar a Ryuseiō, hasta que Rin fue transportada a China para encontrar las joyas Lai-Lai. Ryu Ranger puede controlar a Ryuseiō en solitario o junto al resto de los Dairanger principales.
  - Sei Shishi (星獅子 Kidenjū Sei Shishi?): La Bestia de Sishi Ranger, es un león de Fu que puede crear niebla para ocultarse e ilusiones para confundir y atacar a sus enemigos.
  - Sei Tenma (星天馬 Kidenjū Sei Tenma?): La Bestia de Tenma Ranger, se trata de un tianma (una criatura mitológica china similar al Pegaso occidental) que puede lanzar rocas pesadas a sus enemigos y controlar la gravedad.
  - Sei Qilin (星麒麟 Kidenjū Sei Kirin?): La Bestia de Qilin Ranger, se trata de un qilin que puede disparar bolas de fuego por la boca, y controlar el tiempo.
  - Sei Hōō (星鳳凰 Kidenjū Sei Hōō?): La Bestia de Hōō Ranger, se trata de un fenghuang (o fénix chino) que puede disparar rayos láser y generar torbellinos.
- Won Tiger (ウォンタイガー Won Taigā?): La Bestia de Kiba Ranger. Puede atacar con su rugido, y transformarse en el Guerrero Won Tiger (武人ウォンタイガー Bujin Won Taigā?). Está armado con el tesoro de las siete perlas legendarias Qi, que corresponden a los siete días de la semana japonesa y los siete elementos japoneses: Luna (Lunes), Fuego (Martes), Agua (Miércoles), Madera (Jueves), Metal (Viernes), Tierra (Sábado) y Sol (Domingo). En modo guerrero, puede dar puñetazos y patadas y está armado con la Espada Dorada (黄金剣 Ōgonken?). Puede disparar bolas de fuego por la boca de su pecho donde descansa su cabeza de tigre, y puede imitar los ataques de Kiba Ranger para luchar contra los monstruos.
- Daimugen (ダイムゲン Daimugen?): Una tortuga gigante que adoptó la identidad de Kameo (亀夫 Kameo?), un hombre rechoncho con acento de Nagoya al que le encantan las tortugas y tiene varias de mascota. También tiene miedo de las confrontaciones, y no tiene recuerdos de su vida anterior, en la que se escapó de la guerra entre las tribus Dai y Gorma. Se gana la vida como dibujante, y sueña con escribir libros infantiles. Fue testigo de la transformación de los Dai Ranger cuando nació Won Tiger, y un día encontró la joya Lai-Lai que reveló su verdadera identidad como Daimugen. Sin embargo, se negó a asumir su verdadera forma hasta que su nuevo amigo Kazu se vio en peligro por el ataque de los Cuatro Reyes Gorma. Desde entonces, Daimugen aparece solo cuando los Dairanger necesitan ayuda, transformándose con el comando "¡Cambio a Super Guerrero!" (超武人変化 Cho Bujin Henge!?). Kameo puede usar su joya para transformarse en Daimugen a voluntad, pero en otras ocasiones la joya puede convertirle sin él quererlo en una tortuga pequeña.
- Kiba Daiō (牙大王 Kiba Daiō?): Won Tiger se puede combinar con Shishi, Tenma, Qilin y Hōō. Won Tiger forma la cabeza, brazos y tronco, Shishi la espalda y hombros, Tenma la pierna derecha, Qilin la izquierda, y Hōō el arma. Es mucho más fuerte que Dairen'ō.
- Jūkō Kiden (重甲気殿 Jūkō Kiden?): Es la más poderosa combinación de todas las Bestias Qi mitológicas. Won Tiger se introduce en el interior de Daimugen, mientras Tenku Kiden se coloca encima con Ryūseiō en modo guerrero en lo alto.

### Tribu Gorma
Es una tribu que, hace unos 8,000 años, destruyó las únicas otras dos tribus en existencia. Con el poder de 'Yo', se convirtieron en bestias y obtuvieron un tercer ojo. Sin embargo, las luchas internas destruyeron gran parte de su propia aristocracia, ya que un mayor poder dio lugar a una psicosis más profunda. 
Los Gorma residen en una pirámide flotante boca abajo marcada por un ojo que está rodeado de esferas voladoras.
- Gorma XV (ゴーマ十五世 Gōma Jūgōsei?): El decimoquinto emperador Gorma, que misteriosamente resurgió para reabrir el palacio Gorma, con la idea de restaurar su caído imperio a su antigua gloria. Es una entidad extremadamente poderosa, aunque un tanto demente. La demencia es un aspecto inherente en los 14 pasados emperadores debido al poder de la Joya Agitadora de la Tierra, que dota al emperador de una ilimitada cantidad de poder Yō para vivir, aunque muy pocos conocen esta verdad. El emperador es una criatura bastante sádica y sin corazón, que tiene una visión "juguetona" de las cosas. Sin embargo, se puso más serio cuando vio la intención de Shadam de derrocarle. Él estaba esperando que Shadam cayera ante sus enemigos para poder gobernar el mundo eternamente. Una versión ligeramente modificada de su traje se usó en Power Rangers: Fuerza Salvaje para el villano exclusivo estadounidense Amo Org.
- Triunvirato Gorma: pertenecen al nivel militar de los Gorma y son los que preparan los ataques contra la humanidad.
  - Comandante Shadam (シャダム中佐 Shadamu Chūsa?): Es el líder del Triunvirato. Fue el que encabezó el ataque contra la tribu Dai en China. Odia a los humanos por sus debilidades, y puede asumir una forma de batalla, con una máscara que cubre prácticamente todo su rostro. Su meta en Gorma era ascender en el escalafón hasta convertirse en el 16.º emperador Gorma.
  - Comandante Gara (ガラ中佐 Gara Chūsa?): Es el miembro femenino del Triunvirato. Antiguamente fue miembro de la tribu Dai, y se unió a los Gorma a los 10 años cuando pensó que su amiga Kujaku la abandonó tras quedar marcada con una cicatriz en la cara al protegerla, vengándose de ella con la ayuda de los Gorma.
  - Teniente comandante Zydos (ザイドス少佐 Zaidosu Shōsa?): Es el hombre fuerte del Triunvirato, brutal y propenso al pensamiento profundo. Tiene un papel clave entre los Gorma por su poder y su capacidad de crear nuevos Gorma extremadamente poderosos. Cree ciegamente en Shadam como su líder, pero también es propenso a seguir sus propios designios. Tiene problema para controlar a los Tres Chiflados Gorma, ya que tienden a destrozar sus planes por su naturaleza competitiva.
- Arzobispo Riju (大僧正リジュ Daizōjō Riju?): Es un Gorma desequilibrado de un rango superior al Triunvirato, y maestro de Zhang Liao. Después de que su pupilo falló al destruir a los Dairanger, Riju decidió encargarse el mismo del asunto. Hubiera tenido éxito si Zhang Liao no le hubiera atacado cuando él iba a atacar a Ryō. Fue la primera víctima de Dairen'ō.
- General Tenpō (田豊将軍 Tenpō Shōgun?): Es el lugarteniente del emperador, y el profesor y guardian de Akomaru.
- Akomaru (阿古丸 Akomaru?): Es un niño Gorma, hijo de Shadam, aunque los dos se odian a muerte. Al parecer, Shadam le dejó en adopción al nacer, y ahora estaba bajo la protección del general Tenpō. De hecho, Akomaru es de rango superior a su padre, y desea sustituirle como líder militar de los Gorma. Apareció cuando intentó robar los poderes del Kiba Ranger, y al saber que Kō los tenía intentó atraerle al lado de los Gorma. Sin embargo, Akomaru vio que Kō era incapaz de odiar, lo que le disgustaba mucho. Murió cuando le aplastó una roca en un desprendimiento con Kō a su lado. Sin embargo, el emperador Gorma le trajo de vuelta del infierno en el momento que cumplía 10 años, cuando, tras absorber el poder del espíritu del infierno, se volvió mucho más fuerte.
- Las Tres Sacerdotisas del Infierno (三人官女 Sannin Kanjo?): Son tres hermanas que sirven como niñeras y guardaespaldas de Akomaru. Las enviaron para evitar el nacimiento del Kiba Ranger, y después para localizarle como parte de los planes de Akomaru de atraerle al lado oscuro.
  - Sacerdotisa Earring (イヤリング官女 Iyaringu Kanjo?): La hermana menor, puede disparar su pelo para agarrar a sus oponentes como una constrictor.
  - Sacerdotisa Necklace (ネックレス官女 Nekkuresu Kanjo?): La hermana mediana. Puede extender su cuello a grandes distancias, y posee visión telescópica en su tercer ojo.
  - Sacerdotisa Ring (指輪官女 Yubiwa Kanjo?): La hermana mayor. Puede crear anillos de energía para atar a sus oponentes. Puede crear versiones fantasmagóricas de sus hermanas para que luchen con ella.
- Los Cuatro Grandes Reyes Gorma (ゴーマ四天王 Gōma Shitennō?): Son los más queridos entre las huestes del emperador Gorma, Tōhōten (東方天 Cielo del este?), Nanpōten (南方天 Cielo del sur?), Saihōten (西方天 Cielo del oeste?), y Hoppōten (北方天 Cielo del norte?). Llevan ropajes de sacerdotes budistas y son maestros en el desplazamiento. Su trabajo en equipo es su mayor poder, ya que pueden fusionarse en una mortal criatura de cuatro cabezas llamada Gattai Shitennō (合体四天王?)
- Ikazuchi (イカヅチ Ikazuchi?): Es el guardaespaldas insectoide de Akomaru tras su regreso del infierno. Puede disparar rayos por diversas partes de su cuerpo.
- Los Tres Chiflados Gorma (三バカゴーマ San Baka Gōma?): Son tres Gorma al servicio de Zydos, aunque su ineptitud les coloca en los más bajos rangos. Todos tienen un sentido de la competitividad y el honor. Además, para su vergüenza entre los Gorma, ninguno puede asumir forma humana. Derrotados una vez por Ryūseiō, y otra por Kiba Daiō, sobrevivieron ambas veces, aunque llenos de heridas y vendas. En el transcurso de la serie, se ganarían el respeto de los Dairanger (y viceversa), especialmente de Shoji, que es el más competitivo de los Dairanger. En el fondo, no querían matar a los Dairanger, solo derrotarles en competiciones deportivas.
  - Jefe Lápida (墓石社長 Hakaishi Shachō?): Tiene aspecto de una lápida andante. Puede abrir su cabeza para sacar un montón de objetos de todo tipo.
  - Maestra Teléfono (電話先生 Denwa Sensei?): Es el miembro femenino del trío, con aspecto de un teléfono rosa andante. Puede controlar cualquier teléfono para espiar a la gente o atacar desde largas distancias.
  - General Kamikaze (神風大将 Kamikaze Taishō?): Es el líder del trío, y tiene aspecto de motocicleta, además de pilotar una. Suele intercalar la palabra "baby" en todas sus frases.
- Maestro del Puño-Demonio Jin Matoba (魔拳士的場ジン Makenshi Matoba Jin?): Es un maestro del karate oscuro y de todo tipo de artes marciales, y es un asesino con porte de caballero. Sus objetivos favoritos son los maestros de artes marciales, ya que su propio maestro le cortó el brazo izquierdo. Jin, con una prótesis, perfeccionó su técnica e inició una campaña para asesinar a todos los maestros que fueran demasiado duros con sus estudiantes, para después volver y matar a su propio maestro. Su marca es lanzar una moneda al aire y matar a su oponente antes de que caiga al suelo. Sin embargo, su plan se vio frustrado ya que su maestro murió antes de que pudiera matarle. Todo cambió cuando conoció a Ryō y este le derrotó. Tras esto, vendió su alma a Zydos para hacerse más fuerte que Ryō, convirtiéndose en Maestro del Puño-Demonio tras matar a Aki, una joven enfermera que era la única que se preocupaba por él. Sin embargo, Jin se negó a ser el perro faldero de los Gorma y perfeccionó sus nuevos poderes por su cuenta, tras lo cual se lanzó a la busca de Ryō.
- Cotpotros (コットポトロ Kottopotoro?): Son los soldados de campo de los Gorma, llevan una malla negra con decoración de smoking con una cabeza con unos labios pintados, pero por todo lo demás completamente vacía, de colores blanco y negro. Pueden disfrazarse de humanos y servir a cualquier Gorma, incluidos los Tres Chiflados Gorma, sirviendo para ellos como jugadores en sus varios juegos.

### Otros
- Daijinryu (大神龍 Daijinryū?): Es una colosal entidad divina que preserva el equilibrio natural del mundo. Kameo la llama el "Gran Rey del Terror que destruirá la Tierra". Aparece cuando las batallas van demasiado lejos, como las que se producen entre los Dairanger y los Gorma. No toma partido por ninguno de los dos bandos, y no tolera a nadie que amenace el orden natural de las cosas. Un solo pie suyo es tan grande como el caparazón de Daimugen.

## Episodios
1. ¡¡¡Hagamos Tenshin!!! (転身だァァッ！！！ Tenshin Daaā!!!?)
2. ¡¡¡Es el poder del Qi!!! (気力だァァッ！！！ Kiryoku Daaā!!!?)
3. ¡Vuestras almas, por favor! (魂ちょうだい！ Tamashii Chōdai!?)
4. ¡¡Somos ingenuos!! (俺たち甘いぜ！！ Oretachi Amai ze!!?)
5. ¡Esto me molesta mucho! (あっタマきたッ！ Attama Kita!?)
6. ¡Viento, corta a través! (風よブッちぎれ！ Kaze yo Butchigire!?)
7. ¡Traidor! (裏切り者ォッ！ Uragirimonō!?)
8. ¡¡Padre!! (おやじぃぃッ！！ Oyajiī!!?)
9. No seas vanidoso (うぬぼれるなッ Unuboreru na?)
10. Ah, la diosa vengativa (あァ復讐の女神 Aa Fukushū no Megami?)
11. ¡Gauss con un imán! (磁石でガウス！ Jishaku de Gausu!?)
12. Borracho de tofu (豆腐で酔ったァ Tōfu de Yottaa?)
13. El novicio Ka-Kabuki (カッカブキ小僧 Kakkabuki Kozō?)
14. Bien, una boda (イヨッ結婚ぢゃ Iyokkekkon ja?)
15. El fútbol de Los 3 Chiflados (3バカサッカー San Baka Sakkā?)
16. Retumbantes niños de piedra (ゴロゴロ子供石 Gorogoro Kodomo Ishi?)
17. Aquí está, un nuevo héroe (出ました新戦士（ニューヒーロー） Demashita Nyū Hīrō?)
18. El secreto de Byakko-chan (㊙の白虎ちゃん Himitsu no Byakko-chan?)
19. La hermosa chica roba-corazones (ドキドキ美少女 Dokidoki Bishōjo?)
20. La primera apertura pública del Palacio Gorma (初公開ゴーマ宮 Hatsu Kōkai Gōma-kyū?)
21. El nacimiento de una Bestia Qi Mitológica (気伝獣様ご誕生 Kidenjū-sama Go-tanjō?)
22. ¡¡El gran arte secreto del cachorro de tigre!! (虎の子大秘術！！ Tora no Ko Dai Hijutsu!!?)
23. Amor verdadero a máxima velocidad (純愛まっしぐら Jun'ai Masshigura?)
24. ¡El béisbol de Los 3 Chiflados! (3バカ超野球！ San Baka Chō Yakyū!?)
25. El escuadrón opuesto agrupado (ぞろぞろ裏戦隊 Zorozoro Ura Sentai?)
26. Un chico malo, malo, malo (嫌な嫌な嫌な奴 Iya na Iya na Iya na Yatsu?)
27. Es el puño final (最終拳だだだッ Saishū Ken Da Da Da?)
28. ¡¡Entrada completa!! (総登場だぎゃ！！ Sō Tōjō Dagya!!?)
29. La historia oculta de las lágrimas de una madre y un hijo (母子涙の㊙裏話 Haha Ko Namida no Maruhi Urabanashi?)
30. El mortífero adicto al trabajo que habla rápido (必殺早口仕事人 Hissatsu Hayakuchi Shigotonin?)
31. De nuevo, un nuevo héroe da un paso adelante (また出た新戦士（ニューヒーロー） Mata Deta Nyū Hīrō?)
32. La patada dorada del ogro (黄金キックの鬼 Ōgon Kikku no Oni?)
33. Una primera experiencia como ídolo (アイドル初体験 Aidoru Hatsu Taiken?)
34. Una caza espinosa a la doncella (トゲトゲ少女狩 Togetoge Shōjogari?)
35. Nuevo arte secreto, la danza de las arañas (新奥義クモの舞 Shin Ōgi Kumo no Mai?)
36. 6.000 años de rencor (恨み節6千年... Urami-bushi Rokusennen...?)
37. ¡¡Tienes que verlo!! Un tipo enorme!! (必見！！ でけェ奴 Hikken!! Dekee Yatsu?)
38. ¡¡Eh!! ¿¡Un alto el fuego!? (えーッ！！停戦！？ Ēe!! Teisen!??)
39. El Puño-Demonio cae con el sol de poniente (魔拳 落日に散る Maken Rakujitsu ni Chiru?)
40. ¡Hasta siempre, 3 Chiflados! (さらば！3バカ Saraba! San Baka?)
41. La gran ascensión de Kujaku (クジャク大昇天 Kujaku Daishōten?)
42. Vé directo con mamá (母ちゃん一直線 Kāchan Itchokusen?)
43. El feroz pasado blanco prohibido (激白禁断の過去 Gekihaku Kindan no Kako?)
44. ¡¡Conmovedor!! Tú también lloras!! (感動！！ 君も泣け Kandō!! Kimi mo Nake?)
45. ¡¡Desmembrándose la banda de verdad!! (本気（マジ）で解散!! Maji de Kaisan?)
46. Los héroes completamente al desnudo (英雄（ヒーロー）まるはだか Hīrō Maruhadaka?)
47. Una verdad realmente impresionante (すっげェ～真実 Suggē Shinjitsu?)
48. ¡¡Heroico! El maestro muere!! (壮絶！！ 道士死す Sōzetsu!! Dōshi Shisu?)
49. Es la batalla final decisiva (最終決戦だァッ Saishū Kessen Dā?)
50. ¡Vámonos! (行くぞォォッ！ Iku zoō!?)

### Película
Gosei Sentai Dairanger (五星戦隊ダイレンジャー Gosei Sentai Dairenjā?): Estrenada el 17 de abril de 1993

## Reparto
- Tenkasei Ryō: Keiichi Wada
- Tengensei Daigo: Tatsuya Nōmi
- Tenjūsei Shōji: Ei Hamura
- Tenjisei Kazu: Keisuke Tsuchiya
- Tenpūsei Rin: Natsuki Takahashi
- Koshinsei Kō: Hisashi Sakai
- Maestro Kaku: Koji Naka
- Cara de Hierro Chōryō: Gō Ibuki
- Kujaku: Masako Morishita
- Gran Maestro Yufang: Takeshi Kuwabara
- Xiao Qiao: Aki Miyase
- Madre de Kō: Mikiko Miki
- Byakkoshinken: Wataru Abe
- Daimugen: Ikko Tadano
- Kameo: Sugisaku Imagawa
- Gorma XV: Munemaru Kōda
- Comandante Gara: Akiko Amamatsuri
- Comandante Shadam: Rintarō Nishi
- Teniente Comandante Zydos: Maroshi Tamura
- Arzobispo Riju: Ulf Ōtsuki
- General Tenpō: Chūkō Ueda
- Akomaru: Shohei Shibata
- Sacerdotisa Earring: Yuka Arai
- Sacerdotisa Necklace: Yukari Nakayama
- Sacerdotisa Ring: Rumi Watanabe
- Tōhōten: Yoshinori Okamoto
- Nanpōten: Hideaki Kusaka
- Saihōten: Daigaku Sekine
- Hoppōten: Kiyokazu Inōe
- Jefe Lápida: Takuzō Kamiyama
- Maestra Teléfono: Akiko Muta
- General Kamikaze: Nobuyuki Hiyama
- Jin Matoba: Yutaka Hirose
- Narrador: Hironori Miyata

## Temas musicales

### Tema de apertura
- Gosei Sentai Dairanger (五星戦隊ダイレンジャー Gosei Sentai Dairenjā?)
  - Letra: Saburō Yatsude
  - Música: Saburō Yatsude
  - Arreglos: Kenji Yamamoto
  - Intérprete: New JACK Takurō

### Tema de cierre
- Oretachi Muteki Sa!! Dairanger (俺たち無敵さ!! ダイレンジャー Oretachi Muteki Sa!! Dairenjā?, ¡¡Somos invencibles!! Dairanger)
  - Letra: Saburō Yatsude
  - Música: Saburō Yatsude
  - Arreglos: Kenji Yamamoto
  - Intérprete: New JACK Takurō